# Martino Alfieri
Martino Alfieri (auch Martino Alferi; * 1590 in Mailand; † Anfang August 1641 in Cosenza) war ein italienischer Geistlicher und Erzbischof von Cosenza.

## Leben
Er empfing am 15. April 1623 das Sakrament der Priesterweihe. Martino Alfieri erlangte den akademischen Grad eines Doctor iuris utriusque und war Vikar an der römischen Basilika Santa Maria Maggiore sowie Konsultor der Römischen Inquisition. Papst Urban VIII. ernannte ihn am 10. Oktober 1631 zum Inquisitor in Malta und zum Administrator des Bistums Malta. Der schwerkranke Bischof von Malta Baldassarre Cagliares starb 1633 während Alfieris Amtszeit.
Im Jahr 1634 noch in Malta, wurde Martino Alfieri zum Bischof von Isola und Apostolischen Nuntius in Köln ernannt. Mitte Mai 1634 verließ er die Insel Malta und wurde Administrator der Nunziaturen in Flandern. Die Bischofsweihe spendete ihm am 10. September 1634 in Santa Maria Maggiore Kardinal Giulio Roma; Mitkonsekratoren waren der ehemalige Bischof von Camerino, Giovanni Battista Altieri, und Bischof Giovanni Battista Scanaroli. 1639 wurde Martino Alfieri zum Päpstlichen Thronassistenten ernannt, in demselben Jahr schließlich zum Erzbischof von Cosenza. Wenige Monate vor seinem Tod langte er im März 1641 in der kalabrischen Stadt an. Er wurde im Dom von Cosenza bestattet.